# Sierra de Humilladero
La Sierra de Humilladero es una sierra de la Comarca de Antequera, en la provincia de Málaga, España. Comprende una extensión de unas 625,5 ha. La parte más alta de esta sierra se llama Pico del Pollo, el cual alcanza los 682 m s. n. m.
Se trata del único relieve reseñable de los alrededores de Humilladero. Sus estratos se disponen en inclinación noroeste y está formada por rocas carbonatadas y dolomíticas jurásicas. Su valor biótico principal son las grandes extensiones de vegetación fundamentalmente formadas por pino carrasco y por algunas coníferas diseminadas. Esto permite la presencia de animales: aves menores como pardillos, jilgueros, pinzones, etc y rapaces como el cernícalo. Son frecuentes los mochuelos y los mamíferos menores como el conejo y la liebre.